# Leitchfield
Leitchfield – miasto w Stanach Zjednoczonych, w stanie Kentucky, siedziba administracyjna hrabstwa Grayson.